# Ehrenmal des Oldenburgischen Infanterie-Regiments Nr. 91

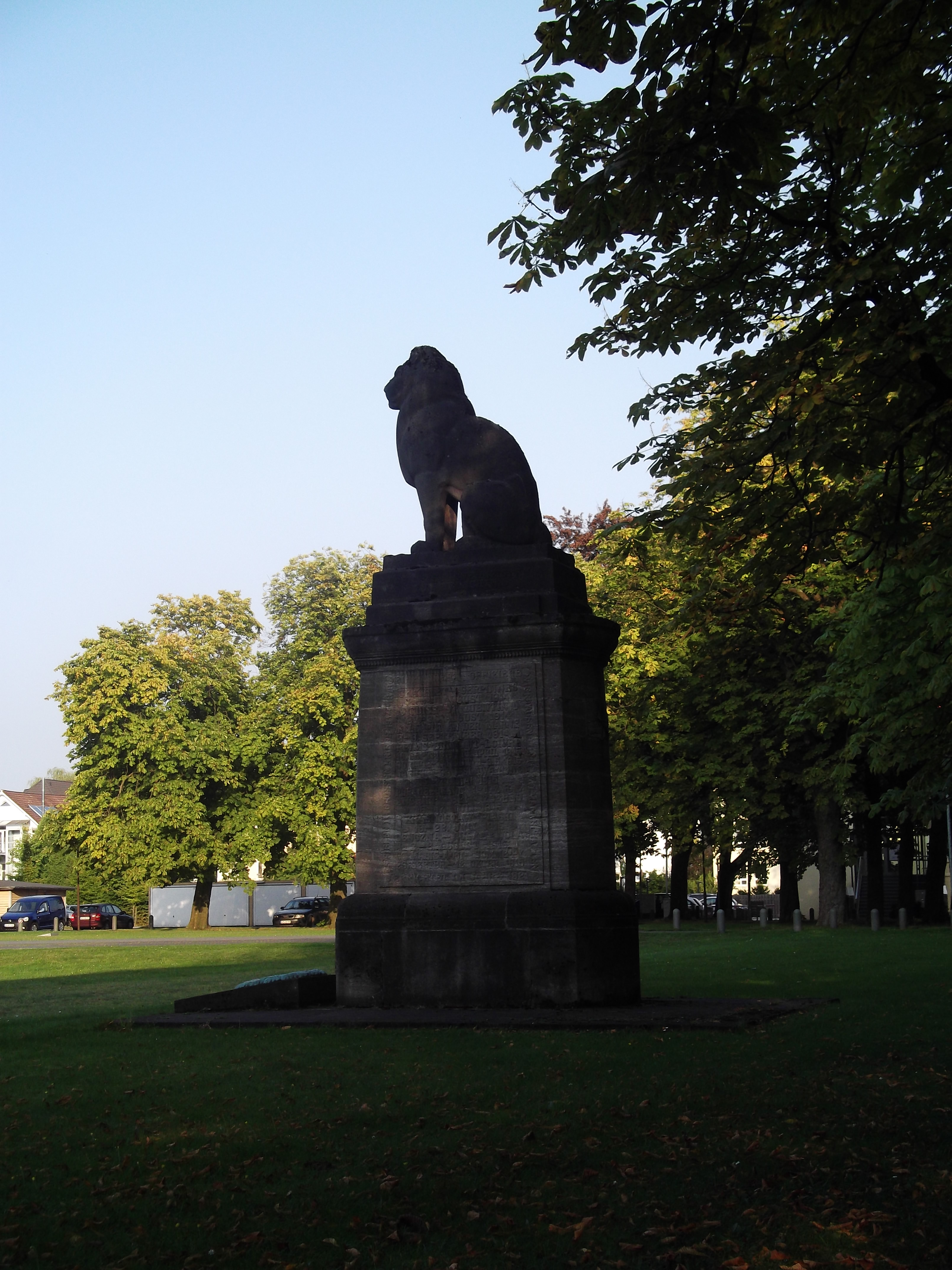
Denkmal des Oldenburgischen Infanterie-Regiments Nr. 91, Standort Oldenburg (Oldb)

Das Ehrenmal des Oldenburgischen Infanterie-Regiments Nr. 91 ist ein Kriegerdenkmal, das 1921 für die gefallenen und vermissten Regimentsangehörigen des Ersten Weltkriegs errichtet wurde. Es befand sich ab 1921 auf dem Oldenburger Schlossplatz und wurde 1960 an seinen heutigen (2015) Standort auf dem Theodor-Tantzen-Platz versetzt. Da die Stadt Oldenburg selbst kein zentrales Denkmal für ihre Gefallenen des Ersten Weltkriegs schuf, galt bzw. gilt das informell als 91er-Löwe oder 91er-Denkmal bezeichnete Ehrenmal als inoffizielles Denkmal für die gefallenen Stadtoldenburger des Weltkriegs. 

## Anlage und Einweihung

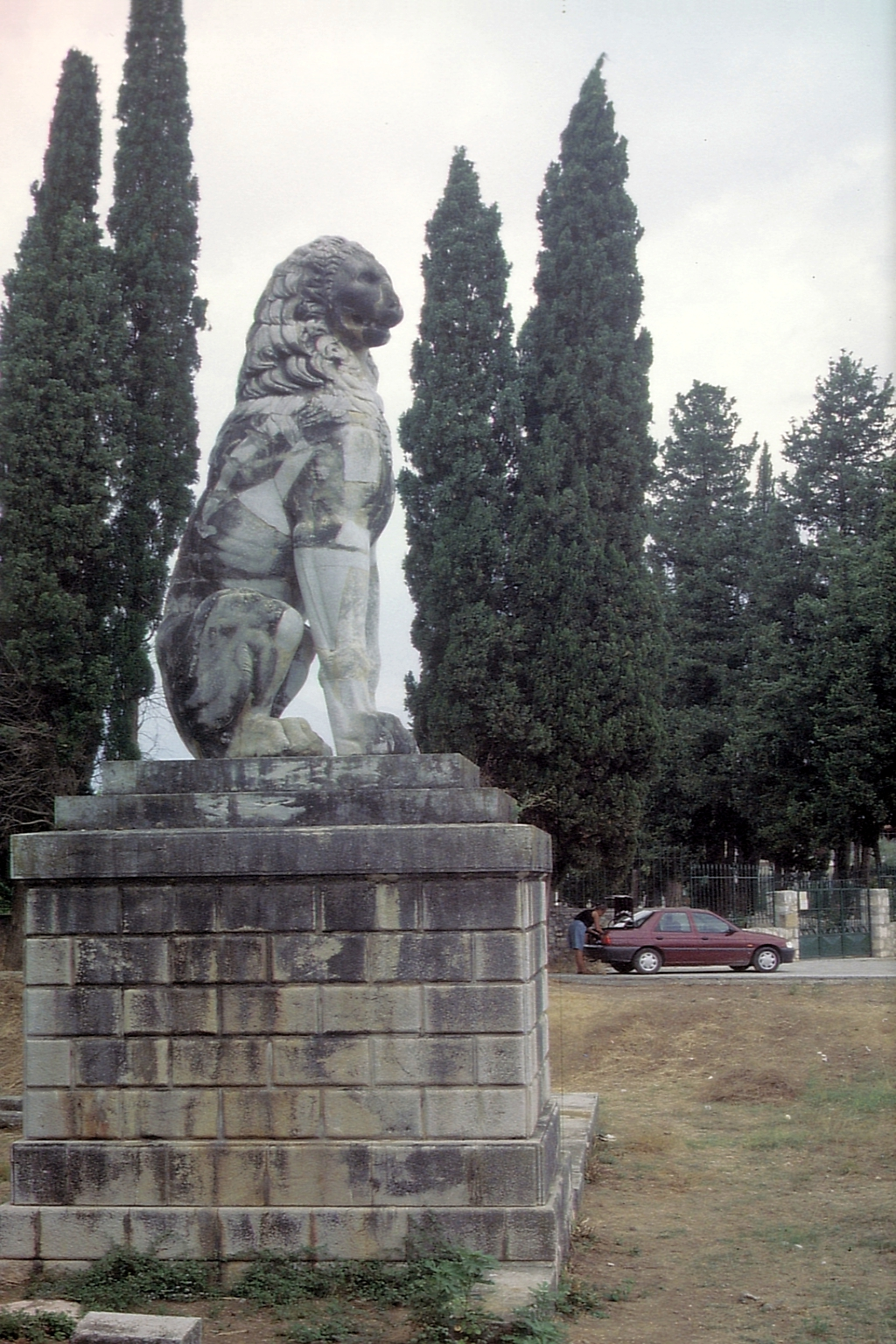
Löwe von Chaironeia

Das Ehrenmal wurde von dem Bildhauer Hugo Lederer, der unter anderem auch das Hamburger Bismarck-Denkmal entwarf, nach dem Vorbild des Löwen von Chaironeia konzipiert. 
Das Material ist Kalkstein (Schillkalk). Das Ehrenmal besteht aus einem Sockel und einer hockenden Löwenfigur. Der Sockel besitzt eine Höhe von 3,10 m, eine Breite von 1,50 m und eine Tiefe von 2,35 m, die Löwenfigur eine Höhe von gut 2,0 m. Die Gesamthöhe beträgt an der Stirnseite ca. 5,0 m. Der Sockel trägt folgende Inschriften:
1. Rechte Seite: Den Einundneunzigern / zum Gedächtnis
2. Linke Seite: Heilige Flamme glüh / glüh und erlösche nie / fürs Vaterland.
Zusätzlich ist an den Seiten ein Abriss der Regimentsgeschichte eingraviert. 
Die Einweihung erfolgte am Sonntag, dem 18. September 1921 im Beisein Generalfeldmarschalls Paul von Hindenburg, der das OIR 91 von 1893 bis 1896 kommandierte. Die Einweihung war auf den ersten sogenannten Regimentstag des ehemaligen OIR 91 gelegt worden, zu dem sich zahlreiche ehemalige Regimentsangehörige sowie die Hinterbliebenen der Gefallenen und Vermissten eingefunden hatten. Für den Regimentstag hatte die Reichskanzlei eigens das Tragen der alten kaiserlichen Uniformen genehmigt. 
An der Einweihungsfeier nahmen auch Schüler und Kriegervereine teil. Den feierlichen Rahmen gaben Abordnungen der Reichswehr und der Oldenburgischen Ordnungspolizei (Orpo); Leiter des Festausschusses war der ehemalige Regimentsoffizier und nunmehrige Major der Orpo, Bruno von der Hellen. Das Ehrenmal wurde von schwarz-weiß-roten Flaggen des Kaiserreichs sowie blau-roten des Freistaates Oldenburg eingerahmt.
An der Einweihungsfeier nahmen außerdem der oldenburgische Ministerpräsident Theodor Tantzen, die Minister Franz Driver und Otto Graepel sowie der Oldenburger Oberbürgermeister Dr. Theodor Goerlitz teil. Ehrengäste waren die Generale Bernhard von Hülsen, von der Lippe und von Schelitza, Generalmajor von Gottberg, Oberst Ernst von Hohnhorst und der Kapuzinerpater Kilian-Müller, der in Mönchstracht erschien und dazu zahlreiche militärische Auszeichnungen trug, was die Tagespresse besonders hervorhob.
Die Weiherede wurde von Militäroberpfarrer Rogge, dem ehemaligen Divisionspfarrer der 19. Division des X. Armeekorps, gehalten. Anschließend übergab Oberst von Hohnhorst als ehemaliger Feldzugskommandeur des Regiments das Ehrenmal der Stadt Oldenburg in Person des Oberbürgermeisters Dr. Goerlitz, der in einer Rede konstatierte:

Dieses Denkmal soll, wie einst der steinerne Löwe von Thermopylae, ein dauerndes Zeichen der Erinnerung an unsere gefallenen Helden sein. Wie sie in unvergleichlicher Pflichterfüllung erlagen, so soll dieses Denkmal täglich und stündlich an den Wiederaufbau des Landes und des Volkes mahnen. Mögen die gewaltigen Opfer des Krieges nicht vergeblich gewesen sein, sondern Leben schaffen. Mit diesem Wunsch übernehme ich das Denkmal in den Schutz der Stadt.
Anschließend wies Hindenburg in einer Rede darauf hin, dass das Ehrenmal zwar dem Andenken der gefallenen Kameraden diene, aber auch eine Verpflichtung sei, alte Soldatentugenden weiterhin zu ehren. Es sei auch eine Mahnung an die Jugend, sich der Väter würdig zu erweisen und ihnen nachzueifern. Die Gefallenen hätten sich für den Schutz und die Ehre des Vaterlandes aufgeopfert. Zum Abschluss bedankte sich Hindenburg noch bei der Stadt und dem Land Oldenburg für die „rege Anteilnahme“ an der Regimentsfeier, wobei er, versehentlich oder auch nicht, noch den Begriff „Großherzogtum“ und nicht „Freistaat“ benutzte.
Der frühere Regimentschef, Großherzog Friedrich August, nahm an der Einweihungsfeier nicht teil, sondern ließ durch General von Jordan einen Kranz niederlegen. Warum Friedrich August der Feier fernblieb, wurde in der Presse nicht erläutert. 
Bis Ende Mai 1960 befand sich das Ehrenmal vor der Schlosswache mit Blickrichtung des Löwen nach Westen. Es bildete mit dem gegenüber befindlichen Denkmal Herzog Peter Friedrich Ludwigs, der das OIR 91 im Jahr 1813 als „Regiment Oldenburg“ gegründet hatte, eine Sichtachse. Seinerzeit befand sich das PFL-Denkmal in einer Miniaturparkanlage gut 20 Meter südlich vom heutigen Standort.

## Erweiterung der Gedenkkultur auf den Zweiten Weltkrieg (1953)

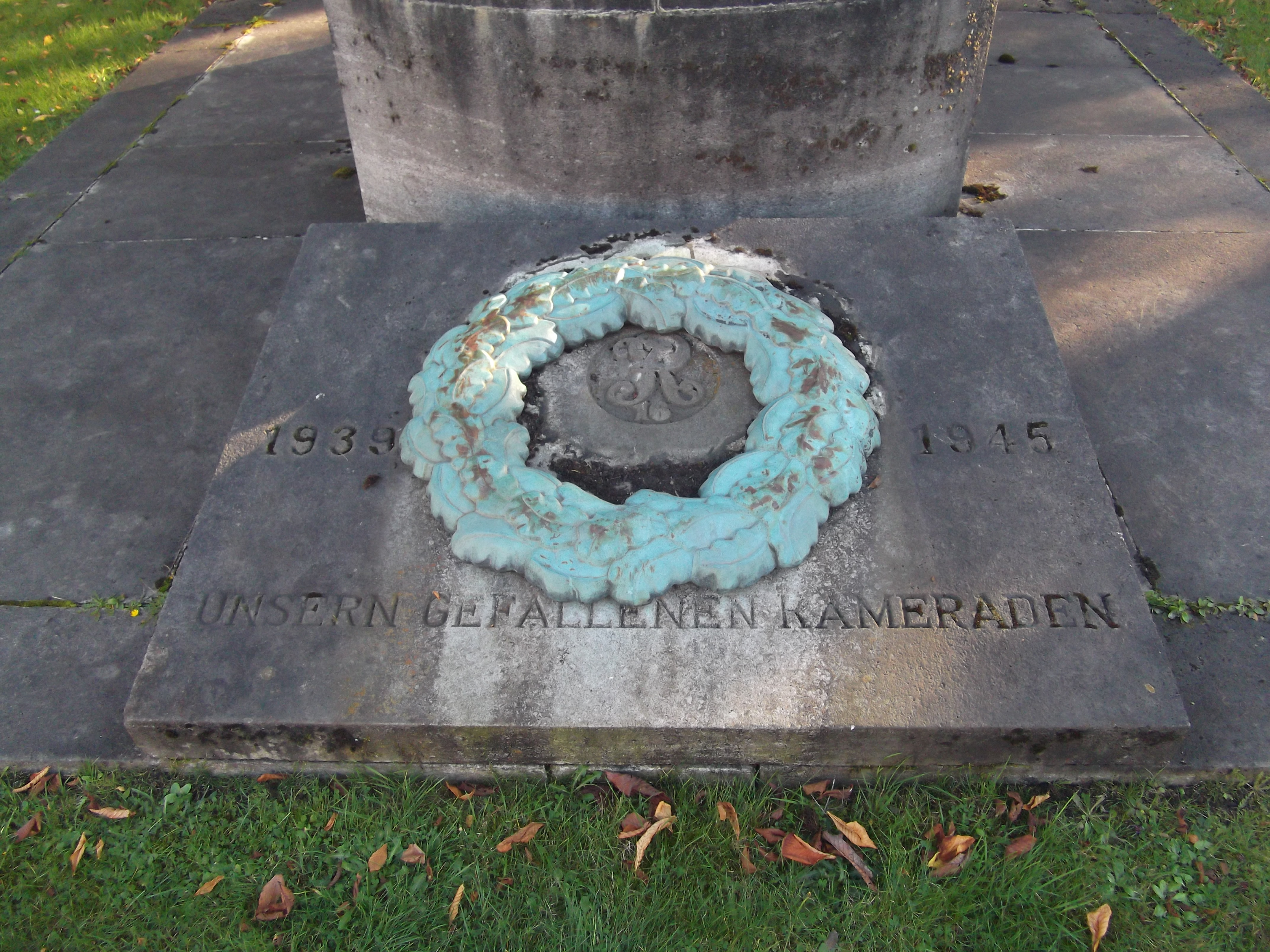
Bronzeplakette am Ehrenmal des Oldenburgischen Infanterie-Regiments Nr. 91.

Am 21. Juni 1953 wurde anlässlich eines weiteren Regimentstags des OIR 91 an dem Ehrenmal auf einem Kissenstein eine Bronzeplakette für die Gefallenen des Zweiten Weltkriegs niedergelegt, die von Marie-Louise Ahlhorn-Packenius entworfen worden war. Die Textinschrift lautet schlicht „1939-1945“, „Unsern gefallenen Kameraden“. Ab diesem Zeitpunkt wird das Ehrenmal auch als Denkmal der Oldenburgischen Infanterie bezeichnet.

## Umsetzung an den heutigen Standort (1960)

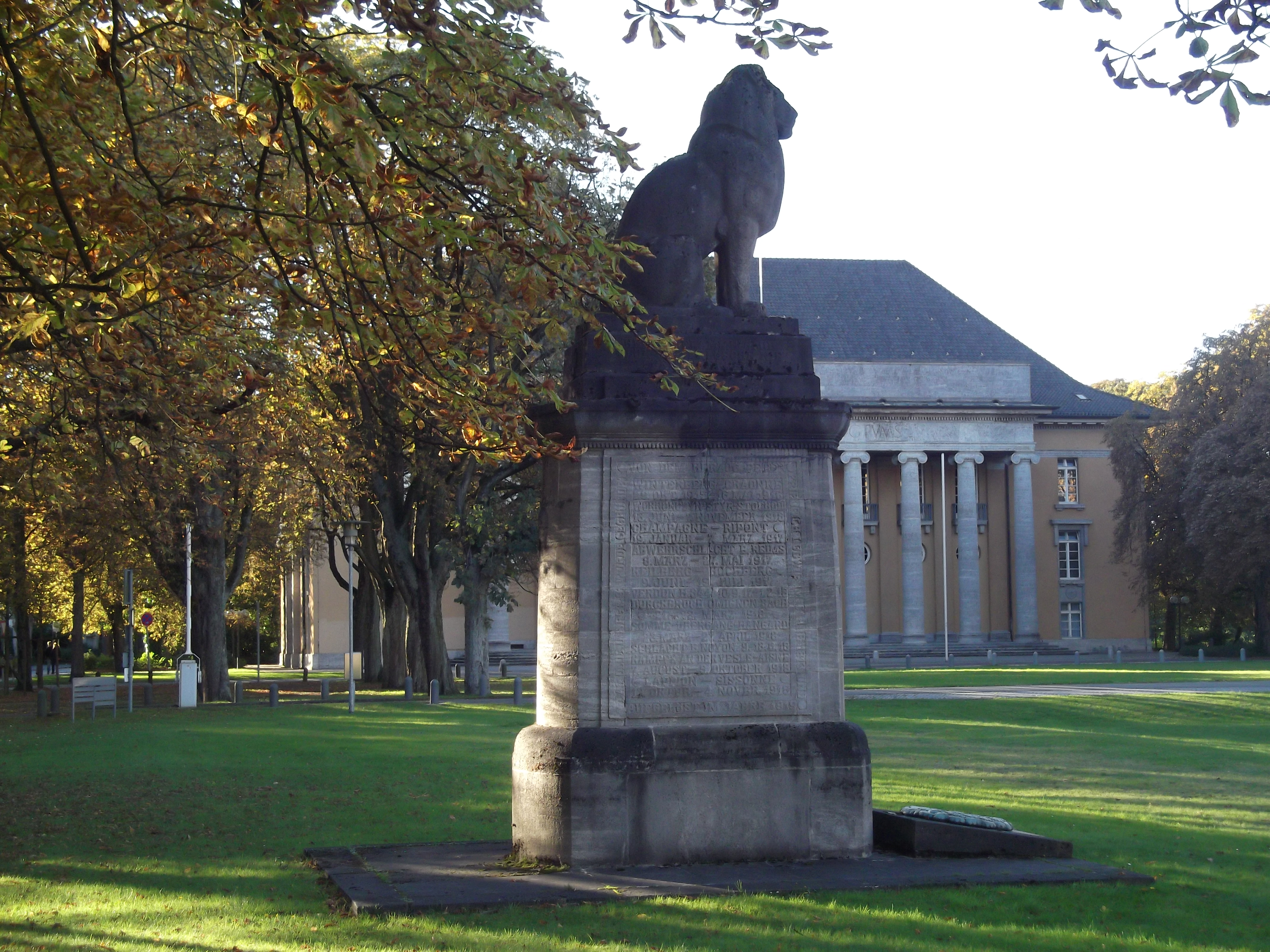
Ehrenmal des Oldenburgischen Infanterie-Regiments Nr. 91, Oldenburg, Theodor-Tantzen-Platz

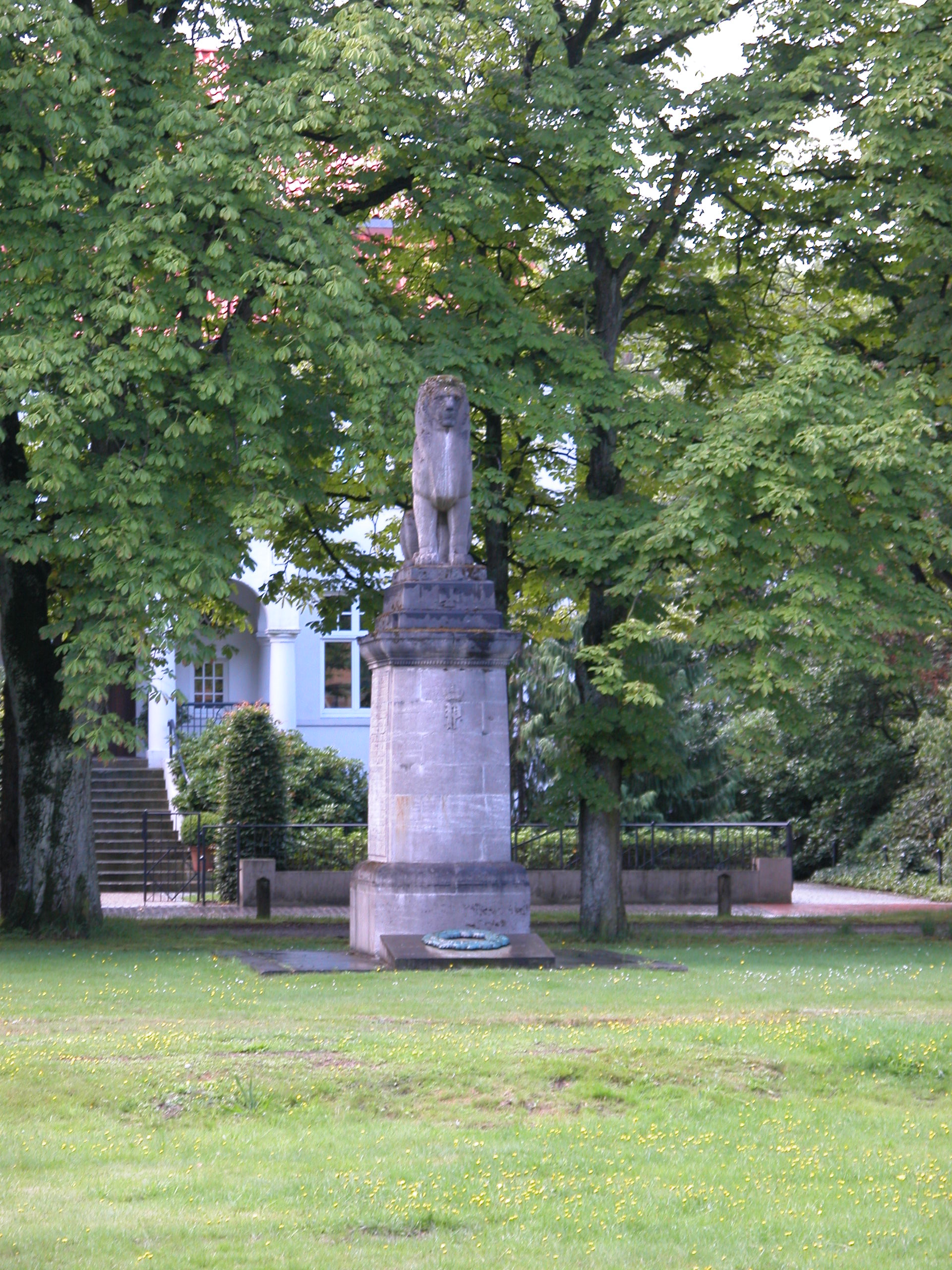
W-1R - Oldenburg i.O. (0NS), InfRgt 91 001

Ende Mai 1960 wurde das Ehrenmal nach einer intensiven öffentlichen Debatte an seinen heutigen Standort auf den Theodor-Tantzen-Platz am westlichen Rand der Innenstadt verlegt. Angeblich war die Umsetzung aus verkehrstechnischen Gründen notwendig geworden. Als alternative Standorte waren vorher der Schlossinnenhof, die Flucht zwischen dem Schloss und dem soeben fertiggestellten Hallenbad (heute Schlosshöfe) und der Cäcilienplatz in Erwägung gezogen worden; letzterer vermutlich als Wohnort Hindenburgs 1893–1896.
Die Entscheidung für den neuen Standort fiel, nachdem ein „Probedenkmal“ aus Pappmaché aufgestellt und in der Nordwest-Zeitung abgebildet worden war. Seinerzeit wurde der Theodor-Tantzen-Platz allerdings noch nicht durch eine Baumreihe verdeckt, so dass das Ehrenmal weithin sichtbar war. Es ist mit der Stirnseite zum früheren Regierungsgebäude ausgerichtet. 
Ursprünglich war auch die Umsetzung des PFL-Denkmals zum Peter Friedrich Ludwigs Hospital geplant gewesen; angeblich ebenfalls aus verkehrstechnischen Gründen. Die Umsetzung wurde jedoch nicht ausgeführt, stattdessen wurde das Denkmal gut 20 m nach Norden an seinen heutigen Standort versetzt und der Miniaturpark aufgelöst.
Bis in die Gegenwart erfolgen am Ehrenmal anlässlich des Volkstrauertags Kranzniederlegungen, obwohl in den Gedenkreden seit 1953 de facto nicht mehr auf den Ersten Weltkrieg Bezug genommen wird.